# John Norrman (skådespelare)
John Anders Norrman, född 19 juli 1884 i Kristianstad, död 11 november 1966 i Oscars församling i Stockholm, var en svensk skådespelare. 

## Biografi
Norrman var äldst av fyra barn till sergeant Theodor Norrman och hans hustru Anna Charlotta, född Johnsson. Som sjuttonåring började han uppträda som Fröding-tolkare och estradör. 1906 debuterade han som skådespelare med August Falcks sällskap. Han gjorde sin första filmroll 1921 i Cirkus Bimbini och kom att medverka i ett sjuttiotal filmer.  
Han var från 1921 gift med skådespelaren Elsa Norrman.
John Norrman är begravd på Norra begravningsplatsen utanför Stockholm.

## Filmografi i urval
- 1921 – Cirkus Bimbini
- 1922 – Kärlekens ögon
- 1923 – Norrtullsligan
- 1923 – En rackarunge
- 1923 – Eld ombord
- 1935 – Äktenskapsleken
- 1936 – Söder om landsvägen
- 1936 – Skeppsbrutne Max
- 1937 – Ryska snuvan
- 1938 – Storm över skären
- 1939 – Skanör-Falsterbo
- 1939 – I dag börjar livet
- 1940 – Stora famnen
- 1941 – Söderpojkar
- 1941 – Göranssons pojke
- 1941 – Det sägs på stan
- 1942 – Flickan i fönstret mitt emot
- 1942 – Sexlingar
- 1942 – Livet på en pinne
- 1943 – Hon trodde det var han
- 1943 – En fånge har rymt
- 1943 – Livet på landet
- 1944 – Dolly tar chansen
- 1944 – När seklet var ungt
- 1945 – Den glade skräddaren
- 1946 – Barbacka
- 1946 – Klockorna i Gamla sta'n
- 1946 – 91:an Karlsson. "Hela Sveriges lilla beväringsman"
- 1947 – Den långa vägen
- 1947 – Kronblom
- 1947 – 91:an Karlssons permis
- 1947 – Folket i Simlångsdalen
- 1947 – Kvarterets olycksfågel
- 1948 – Lars Hård
- 1948 – På dessa skuldror
- 1949 – Kronblom kommer till stan
- 1950 – Kanske en gentleman
- 1951 – Fröken Julie
- 1951 – Spöke på semester
- 1951 – 91 Karlssons bravader
- 1952 – Hård klang
- 1952 – Åsa-Nisse på nya äventyr
- 1952 – För min heta ungdoms skull
- 1953 – Flickan från Backafall
- 1953 – Alla tiders 91 Karlsson
- 1954 – Skattefria Andersson
- 1954 – Salka Valka
- 1954 – Sju svarta "Be-Hå"
- 1954 – Storm över Tjurö
- 1954 – Herr Arnes penningar
- 1955 – Sista ringen
- 1955 – Männen i mörker
- 1955 – Åsa-Nisse ordnar allt
- 1955 – Hemsöborna
- 1955 – Ljuset från Lund
- 1955 – 91 Karlsson rycker in
- 1956 – Johan på Snippen
- 1956 – Tarps Elin
- 1956 – Flickan i frack
- 1957 – En drömmares vandring
- 1957 – 91:an Karlsson slår knock out
- 1957 – Klarar Bananen Biffen?
- 1957 – Mästerdetektiven Blomkvist lever farligt
- 1957 – Prästen i Uddarbo
- 1958 – Den store amatören
- 1958 – Damen i svart
- 1958 – Bock i örtagård
- 1958 – Lek på regnbågen
- 1958 – Körkarlen
- 1958 – Musik ombord
- 1958 – Mannekäng i rött
- 1959 – 91:an Karlsson muckar (tror han)
- 1959 – Får jag låna din fru?
- 1959 – Åsa-Nisse jubilerar
- 1959 – Guldgrävarna
- 1960 – Åsa-Nisse som polis
- 1960 – På en bänk i en park
- 1961 – Ljuvlig är sommarnatten
- 1961 – Hällebäcks gård
- 1962 – Nils Holgerssons underbara resa
- 1963 – Lyckodrömmen
- 1963 – Ett drömspel
- 1963 – Sten Stensson kommer tillbaka
- 1964 – Wild West Story
- 1964 – Bröllopsbesvär
- 1964 – Svenska bilder

## Teater

### Roller
| År   | Roll                                             | Produktion                                                                                  | Regi               | Teater                  |
| ---- | ------------------------------------------------ | ------------------------------------------------------------------------------------------- | ------------------ | ----------------------- |
| 1906 |                                                  | Tapto (Zapfenstreich) Franz Adam Beyerlein                                                  |                    | August Falcks sällskap  |
| 1907 | Baptista Minola                                  | Så tuktas en argbigga (The Taming of the Shrew) William Shakespeare                         |                    | August Falcks sällskap  |
| 1908 | Sten Stensson Stéen                              | Sten Stensson Stéen från Eslöf John Wigforss                                                | Carl Wallin        | Johan Eklöf-turnén      |
| 1908 | Larsson, officer vid finska rytteriet            | Regina von Emmeritz Zacharias Topelius                                                      | Carl Wallin        | Johan Eklöf-turnén      |
| 1908 |                                                  | I mobiliseringstider Gustav von Moser                                                       | Carl Wallin        | Johan Eklöf-turnén      |
| 1911 |                                                  | Den stora utstyrselrevyn 1911                                                               |                    | Anton Salmsons sällskap |
| 1911 |                                                  | Över förmåga (Over ævne) Bjørnstjerne Bjørnson                                              | Arvid Englind      | Arvid Englinds sällskap |
| 1922 | Baldevin                                         | Baldevins bröllop (Baldevins bryllup) Vilhelm Krag                                          | Leopold Edin       | Lilla Folkteatern       |
| 1922 |                                                  | På livets solsida (Auf der Sonnenseite) Oscar Blumenthal och Gustav Kadelburg               |                    | Lilla Folkteatern       |
| 1923 | Albert Rylander, bokhållaren i specerihandeln    | Stiliga Agusta Gustaf af Geijerstam                                                         | Leopold Edin       | Lilla Folkteatern       |
| 1923 | Slinken                                          | 33,333 Algot Sandberg                                                                       | Leopold Edin       | Lilla Folkteatern       |
| 1923 | Richard Furukubbe                                | Miljonär för en dag Fredrik Lindholm                                                        | Leopold Edin       | Lilla Folkteatern       |
| 1923 | Edvard Gröndahl                                  | Kusin Teodor (Die Goldgrube) Carl Laufs och Wilhelm Jacoby                                  | John Norrman       | Lilla Folkteatern       |
| 1923 | Freddy                                           | Som medlem av familjen Emil Gade                                                            | John Norrman       | Lilla Folkteatern       |
| 1923 | Österblom, fiskare                               | Blidökungen George Sylwan                                                                   | John Norrman       | Lilla Folkteatern       |
| 1924 | Erik Person, kallad Svält-Jerker                 | När Svält-Jerker skulle skaffa sig arvinge Kristoffer Klemens                               | John Norrman       | Lilla Folkteatern       |
| 1924 |                                                  | Sömnpulvret Drömmalätt Fredrik Lindholm                                                     | John Norrman       | Lilla Folkteatern       |
| 1924 |                                                  | Paradiset Anders Asping                                                                     | John Norrman       | Lilla Folkteatern       |
| 1925 | August Sjödin, skeppare                          | En sjöman kommer hem Ragnar Holmström                                                       | John Norrman       | Lilla Folkteatern       |
| 1925 |                                                  | Den stackars Herman Gustav Nilsson                                                          |                    | Lilla Folkteatern       |
| 1925 | Doktor Palm                                      | Doktor Palm Walter Hülphers                                                                 | John Norrman       | Lilla Folkteatern       |
| 1925 | Professor August Ziesalong                       | Röda Molly Franz Cornelius                                                                  | Eric Malmberg      | Lilla Folkteatern       |
| 1926 | Sebastian Dorm, pensionerad skånsk dragonöverste | Ungkarlsflickan Eric Sundelius                                                              | Eric Malmberg      | Lilla Folkteatern       |
| 1926 | Nils Janson, portvakt                            | Flickan från varuhuset V. Malmstrup och Jens Waage                                          | Eric Malmberg      | Lilla Folkteatern       |
| 1926 | Baldevin Jonassen                                | Baldevins bröllop (Baldevins bryllup) Vilhelm Krag                                          | John Norrman       | Lilla Folkteatern       |
| 1926 | Josua Pilblad, f.d. tidningsman                  | AB Udda varor Eric Sundelius                                                                | John Norrman       | Lilla Folkteatern       |
| 1926 | Rölling                                          | Potifars hustru Herman Iseborg                                                              | John Norrman       | Lilla Folkteatern       |
| 1926 | Per Olsson, bonde                                | Per Olsson och hans käring Gustaf af Geijerstam                                             | John Norrman       | Lilla Folkteatern       |
| 1926 | Richard Furukubbe                                | Miljonär för en dag Fredrik Lindholm                                                        | John Norrman       | Lilla Folkteatern       |
| 1927 | Richard Alm, vikarierande redaktör               | Doktorn på nr 18 Vilhelm Moberg                                                             | John Norrman       | Lilla Folkteatern       |
| 1927 | Anders Landgren                                  | Klentrogne Thomas (Der ungläubige Thomas) Carl Laufs och Wilhelm Jacoby                     | Elsa Norrman       | Lilla Folkteatern       |
| 1927 |                                                  | Paradiset Anders Asping                                                                     |                    | Lilla Folkteatern       |
| 1928 | Malte Thorell, ingenjör                          | Silkesstrumpan Algot Sandberg                                                               | John Norrman       | Lilla Folkteatern       |
| 1928 | Folke Berenz                                     | Hennes partner Urban Orbi                                                                   | Hugo Bolander      | Lilla Folkteatern       |
| 1928 | Bourgoneuf, f.d. apotekare                       | Duvals skilsmässa (Les Surprises du divorce) Alexandre Bisson och Antony Mars               | Hugo Bolander      | Lilla Folkteatern       |
| 1928 | Valfrid Roos                                     | Sol och vår Urban Orbi                                                                      | Hugo Bolander      | Lilla Folkteatern       |
| 1929 | Elis Krutander                                   | Handen Åke Sundborg                                                                         | Hugo Bolander      | Lilla Folkteatern       |
| 1929 | Professor Dag                                    | Skrivmaskinsfröken Fredrik Lindholm                                                         | Hugo Bolander      | Lilla Folkteatern       |
| 1929 | Jakobson, förläggare                             | Aldrig i livet Gustaf af Geijerstam                                                         | Hugo Bolander      | Lilla Folkteatern       |
| 1930 | Frederick Relyea                                 | Barn på nytt (Some Baby!) Zellah Covington och Jules Simonson                               | Hugo Bolander      | Lilla Teatern           |
| 1930 |                                                  | Nattgreven av Monte Christo (Auch ich war ein Jüngling) Max Neal och Max Ferner             | Hugo Bolander      | Lilla Teatern           |
| 1931 | Max Enke                                         | Tillökning i familjen (Das Baby) Hans Stürm och Fritz Jakobstetter                          | Hugo Bolander      | Lilla Teatern           |
| 1931 | Cary Maxon, författare                           | Vissa saker och ting (Her First Affair) Merrill Rogers                                      | Hugo Bolander      | Lilla Teatern           |
| 1931 | Dick Braden                                      | Sängkamraten (Pettie Darling) Margaret Mayo                                                 | Hugo Bolander      | Lilla Teatern           |
| 1932 | John Dudley                                      | Stackars John Anthony L. Ellis                                                              | Hugo Bolander      | Lilla Teatern           |
| 1932 | "Doktor" Knott                                   | Hustru mins familj (My Wife’s Family) Hal Stephens och Harry B. Linton                      | Hugo Bolander      | Lilla Teatern           |
| 1933 | Maximilian Rosenhäger                            | Hurra, en pojke (Hurra, ein Junge) Franz Arnold och Ernst Bach                              | Hugo Bolander      | Lilla Teatern           |
| 1933 | Didrik Vallenbäck                                | Fröken Jutta från Calcutta (Die Familie Hannemann) Max Reimann och Otto Schwartz            | Hugo Bolander      | Lilla Teatern           |
| 1933 | Ernst Hjälmar                                    | Älskarinna önskas Gunnar Malmberg                                                           | Hugo Bolander      | Lilla Teatern           |
| 1934 |                                                  | Allt för Marion (Alles für Marion!) Peter Hell                                              | Hugo Bolander      | Lilla Teatern           |
| 1934 | Salomon Lindström                                | Tre jungfrur i ett harem A Gabelius                                                         |                    | Lilla Teatern           |
| 1934 |                                                  | 360 fruar (360 Frauen) Johannes Berliner                                                    | John Norrman       | Lilla Teatern           |
| 1934 | Marcus Ordeyne                                   | En ungkarls moral (The Morals of Marcus Ordeyne) William Locke                              | Hugo Bolander      | Lilla Teatern           |
| 1934 |                                                  | Förbjuden frukt (Spalierobst) Jörg Ritzel                                                   | Hugo Bolander      | Lilla Teatern           |
| 1935 | Tito Fanti                                       | Gatungen (Scampolo) Dario Niccodemi                                                         | Hugo Bolander      | Lilla Teatern           |
| 1935 | Hjalmar von Mentor                               | Oss flickor emellan Urban Orbi                                                              | Hugo Bolander      | Lilla Teatern           |
| 1935 | Aubrey Warmilton                                 | En tusan till flicka (Mädel von heute) Gustav Davis                                         | Hugo Bolander      | Lilla Teatern           |
| 1935 | Bronson Hamilton                                 | Sådant händer i de bästa familjer (In the Best of Families) Anita Hart och Maurice Braddell | Hugo Bolander      | Lilla Teatern           |
| 1935 |                                                  | I natt eller aldrig Urban Orbi                                                              |                    | Lilla Teatern           |
| 1936 | Morty Travers                                    | Ungkarlsbruden (The Bride) Stuart Oliver och George M. Middleton                            | Hugo Bolander      | Lilla Teatern           |
| 1936 | Frederick Relyea                                 | Barn på nytt (Some Baby!) Zellah Covington och Jules Simonson                               | Hugo Bolander      | Lilla Teatern           |
| 1936 | Albert Wendel                                    | Den farliga åldern Ludwig Hirschfeld                                                        | Hugo Bolander      | Lilla Teatern           |
| 1937 | "Pal" Green                                      | Doktor Clitterhouse (The Amazing Dr Clitterhouse) Barré Lyndon                              | Gösta Ekman        | Vasateatern             |
| 1938 |                                                  | Gösta Berlings saga Selma Lagerlöf                                                          | Johan Falck        | Riksteatern             |
| 1940 | Magruder                                         | Hyggliga människor (The Gentle People) Irwin Shaw                                           | Olof Molander      | Blancheteatern          |
| 1942 | Medvedjev                                        | På livets botten (На дне, Na dne) Maksim Gorkij                                             | Jura Tamkin        | Blancheteatern          |
| 1946 | Fergus Crampton                                  | Man kan aldrig veta (You Never Can Tell) George Bernard Shaw                                | Harry Roeck-Hansen | Blancheteatern          |
| 1960 | Juryman                                          | Tolv edsvurna män (Twelve Angry Men) Reginald Rose                                          | Hasse Ekman        | Intiman                 |
| 1961 | "Greven", antikvitetshandlare                    | Gungstolen Hasse Ekman                                                                      | Hasse Ekman        | Intiman                 |

### Regi (ej komplett)
| År   | Produktion                                 | Upphovsmän                                      | Teater            |
| ---- | ------------------------------------------ | ----------------------------------------------- | ----------------- |
| 1923 | Kusin Teodor Die Goldgrube                 | Carl Laufs och Wilhelm Jacoby                   | Lilla Folkteatern |
| 1923 | Som medlem av familjen                     | Emil Gade                                       | Lilla Folkteatern |
| 1923 | Blidökungen                                | George Sylwan                                   | Lilla Folkteatern |
| 1924 | När Svält-Jerker skulle skaffa sig arvinge | Kristoffer Klemens                              | Lilla Folkteatern |
| 1924 | Sömnpulvret Drömmalätt                     | Fredrik Lindholm                                | Lilla Folkteatern |
| 1924 | Paradiset                                  | Anders Asping                                   | Lilla Folkteatern |
| 1925 | En sjöman kommer hem                       | Ragnar Holmström                                | Lilla Folkteatern |
| 1925 | Doktor Palm                                | Walter Hülphers                                 | Lilla Folkteatern |
| 1926 | Baldevins bröllop Baldevins bryllup        | Vilhelm Krag Översättning Emil Grandinson       | Lilla Folkteatern |
| 1926 | AB Udda varor                              | Eric Sundelius                                  | Lilla Folkteatern |
| 1926 | Potifars hustru                            | Herman Iseborg                                  | Lilla Folkteatern |
| 1926 | Per Olsson och hans käring                 | Gustaf af Geijerstam                            | Lilla Folkteatern |
| 1926 | Miljonär för en dag                        | Fredrik Lindholm                                | Lilla Folkteatern |
| 1927 | Doktorn på nr 18                           | Vilhelm Moberg                                  | Lilla Folkteatern |
| 1928 | Silkesstrumpan                             | Algot Sandberg                                  | Lilla Folkteatern |
| 1934 | 360 fruar 360 Frauen                       | Johannes Berliner Översättning Gunnar Klintberg | Lilla Teatern     |

## Radioteater
| År   | Roll              | Produktion                                         | Regi        |
| ---- | ----------------- | -------------------------------------------------- | ----------- |
| 1950 | Fyrvaktaren       | Hillmans detektivbyrå: Naturlig död? Folke Mellvig | Lars Madsén |
| 1951 | Direktör Hallgren | Hillman & Son: Mord på löpande band Folke Mellvig  | Lars Madsén |
| 1953 | Fyrvaktaren       | Hillmans bästa: Naturlig död? Folke Mellvig        | Lars Madsén |
| 1953 | Ett vittne        | Hillmans bästa: Vattengraven Folke Mellvig         | Lars Madsén |